# 流氓兔
賤兔（MashiMaro），又称流氓兔，外形白胖可爱，是韩国的金在仁制作的Flash动画中的核心卡通形象，连续两年在韩国被评为“韩国卡通造型大奖”。
Mashimaro（マシマロ）是从英文Marshmallow（棉花糖）的日本发音（マシュマロ，Mashyumaro）而来的。雖然MashiMaro外形可愛，但個性頑皮搗蛋，喜歡惡作劇，因此mashimaro在中國大陸被称为流氓兔；在台灣與香港被稱為賤兔。MashiMaro的官方中文名稱是韓國賤兔。
性格：无厘头，少言寡语，胆大机灵，聪明淘气，虽然有点坏坏的，调皮捣蛋爱捉弄人，但其实本性善良纯真，拥有令人哭笑不得甚至捧腹大笑的超级能力。

特征：短小的腿，胖胖的身躯，一条线的眼睛，特有的无表情面相，谁都不知道他在想什么！

作者：김재인 (Kim Jae In) 和 장미영 (Jang Mi-Yeong)

特技：能从背后拿出许多道具，像马桶、马桶刷、酒瓶…

喜欢吃的食物：喜欢美食，最喜欢吃零食，饼干、薯条、雪糕、最爱喝果汁、各种饮料。